# Benahadux
Benahadux es una localidad y municipio español situado en la parte occidental de la comarca Metropolitana de Almería, en la provincia de Almería, comunidad autónoma de Andalucía. Limita con los municipios de Rioja, Pechina, Huércal de Almería, Almería y Gádor. Por su término discurre el río Andarax.
El municipio benaducense es una de las nueve entidades que componen el área metropolitana de Almería, y comprende los núcleos de población de Benahadux —capital municipal— y El Chuche.

## Toponimia
El origen del nombre proviene del árabe, Banu Abdus, uno de los varios clanes yemeníes que se afincaron en el valle del Andarax en la conquista musulmana del siglo VIII.

## Geografía física

### Situación
La localidad de Benahadux está situada en la parte sur de la provincia de Almería, 10 km al norte de la capital provincial. Su término municipal tiene una superficie 16 km² y limita con los municipios de Gádor al norte y al oeste, Rioja al norte, Pechina al este, y Huércal de Almería al sur.
| Noroeste: Gádor                               | Norte: Gádor y Rioja    | Nordeste: Rioja             |
| Oeste: Gádor                                  |                         | Este: Pechina               |
| Suroeste: Gádor, Almería y Huércal de Almería | Sur: Huércal de Almería | Sureste: Huércal de Almería |

### Riesgos naturales
El municipio de Benahadux cuenta con un PTEL que cumple con la Ley 5/2010 sobre autonomía local.

## Historia
A poco más de un kilómetro se encuentra una barriada de Benahadux denominada El Chuche. Éste será el asentamiento más antiguo que se conoce del término municipal en la Edad del Cobre, en la misma época que la Cultura de Los Millares (2500-2000 a. C.). Pasará a ser ciudad ibérica (Urki) entre los siglos V al II a. C. y se transformará en la ciudad romana de Urci. Debió ser una importante comunidad cristiana, con la llegada del cristianismo, pues fue sede episcopal. Durante los siglos IV y V, la población de Urci fue desapareciendo poco a poco. 
Con la conquista musulmana en el siglo VIII, se asentaron en el valle del bajo Andarax una serie de clanes yemeníes, uno de los clanes llamado Banu Abdus daría lugar al actual Benahadux. Durante el periodo de al-Ándalus floreció la agricultura intensiva en el valle perfeccionando el sistema de regadío. Se cultivarán frutales, cereales, hortalizas, olivos y morales para la producción de seda. 
Con la conquista cristiana en el año 1489, la mayor parte de las propiedades pasarán a formar parte de los nuevos pobladores. Don Gutierre de Cárdenas que cede todas sus propiedades a las monjas franciscanas. Llegaron a ser una de las de las mayores propietarias de Benahadux hasta la desamortización del siglo XIX.
Durante la Guerra de las Alpujarras (1568-1570), según Mármol Carvajal, tuvo lugar uno de los episodios más cruentos de esta guerra que el propio autor lo titula "la encamisada de Benahadux". Al terminar la guerra los moriscos fueron expulsados y la repoblación se llevó a cabo a partir del año 1572 con gentes de fuera del Reino de Granada. Oficialmente sólo se repobló Pechina, creándose los anejos de Benahadux y Alhamilla.
Benahadux tendría una expansión demográfica y económica durante el siglo XIX. Ésta se debió a la actividad minera. En el año 1850 se explotaban unas 100 minas de galena de plomo. La fundición de plomo, llamada La Palma, acabó con centenarios olivos del valle y con el bosque. También contribuirá al desarrollo económico las plantaciones de parras para la llamada "uva de embarque" que se exportaba a Inglaterra y Estados Unidos. Obtendrá el actual deslinde jurisdiccional en el año 1850.
En el presente siglo cambia el paisaje agrario. Se incrementa la producción de cereal y de forma muy importante en cítricos, especializándose recientemente en la mandarina.

## Geografía humana

### Organización territorial
Además de la cabecera municipal, Benahadux cuenta también con una entidad de población según el nomenclátor publicado por el Instituto Nacional de Estadística: El Chuche.

### Demografía
Cuenta con una población de 4808 habitantes (INE 2024).
| Gráfica de evolución demográfica de Benahadux entre 1842 y 2021                                                                                                   |
| |
| Población de derecho según los censos de población del INE. Población de hecho según los censos de población del INE.En este censo se denominaba Benahadaz: 1842. |

#### Distribución de la población
El municipio se divide en las siguientes entidades de población, según el nomenclátor de población publicado por el INE (Instituto Nacional de Estadística). Los datos de población se refieren a 2014
| Entidad de Población | Población (2014) |
| -------------------- | ---------------- |
| Benahadux            | 4092             |
| El Chuche            | 128              |
| Total                | 4212             |

### Conexiones

#### Red viaria
| Identificador | Nombre                                              | Tipo de vía                 | Itinerario                               |
| ------------- | --------------------------------------------------- | --------------------------- | ---------------------------------------- |
| A-92          | Autovía A-92                                        | Autovía                     | Tabernas-Rioja-Almería                   |
| N-340a        | Carretera nacional N-340a                           | Carretera del Estado        | Cádiz - Almería - Barcelona              |
| A-348         | De Almería a Lanjarón                               | Carretera red intercomarcal | Benahadux N-340a - Lanjarón (A-44)       |
| AL-3117       | De la AL-12 en Almería a Rioja por Viator y Pechina | Carretera provincial        | Almería (AL-12) Viator - Pechina - Rioja |
| AL-3101       | De la N-340a a Benahadux por el Chuche              | Carretera provincial        | N-340a - El Chuche - Benahadux           |

## Símbolos

### Escudo
El escudo de armas del municipio de Benahadux tiene el siguiente blasón:

Escudo partido: 1.º de gules, una vasija de oro y una hoja de morera del mismo metal, puestas en palo, y 2.º de sinople, una faja ondeada, de plata. Al timbre corona real española.
Decreto 142/1994, de 12 de julio BOJA n.º 137 de 1/9/1994 

El escudo de Benahadux fue encargado en sesión de 26 de agosto de 1990 por su ayuntamiento pleno al heraldista e historiador José Luis Ruz Márquez quien justificó los elementos del blasón de la siguiente manera: 

La vasija prehistórica en recuerdo de haber constituido su término tierra de asiento de diferentes culturas, prehistóricas, romana y árabe. La hoja como representación de la agricultura y la faja de plata sobre campo de sinople, en referencia al río Andarax que avena su tradicional agricultura.
[cita requerida]

Fue aprobado, en los términos propuestos, por Decreto de la Consejería de Gobernación de la Junta de Andalucía n.º 142, de 12 de julio de 1994.

### Bandera
La bandera del municipio de Benahadux tiene la siguiente descripción:

Bandera de seda o tafetán, rectangular, de 1.500 milímetros de largo por 1.000 milímetros de ancho, dividido su campo en tres partes por una «Y» o palio en posición horizontal de color blanco. Sus brazos o ramas de 10 centímetros de anchura se abren desde el centro del campo en dirección al mástil. De rojo: el campo encerrado entre estos brazos y el borde más cercano al mástil. De verde: Los dos campos restantes. Centrado sobre el campo rojo y por las dos caras de la bandera irá el escudo completo de la localidad con su timbre.
Decreto 291/2001, de 26 de diciembre BOJA n.º 17 de 09/02/2002 

La propuesta de bandera se fundamenta en los antecedentes históricos que constan en la Memoria que integra el expediente, según la cual Benahadux, llamada por los íberos Urkesken y Urci por los romanos (aunque la ubicación esta discutida por los historiadores), fue una auténtica encrucijada de caminos al confluir en ella dos importantes vías de comunicación: La Vía Augusta en un tramo que bajaba por la costa desde Cartagena hasta Cádiz y la Vía de Cástulo que bajaba desde Cástulo (Linares) hasta Malaca.
Estos dos caminos se unían en la ciudad de Urci y salían como uno solo hacia el sudoeste. Estos tres caminos representados en un mapa conforman una auténtica "Y", símbolo de las tres culturas que dejaron su huella en estas tierras: La ibérica en Urkesken, la romana en Urci y la árabe en Banu-Abdus o Benahadux.

## Política

### Administración municipal
Benahadux conforma un municipio el cual está gobernado por un ayuntamiento de gestión democrática desde 1979, formado por 11 miembros elegidos en las elecciones municipales según está dispuesto en la Ley Orgánica del Régimen Electoral General. La sede del consistorio está situada en la paseo de Urci, n.º 3 de la localidad de Benahadux.

#### Resultados elecciones municipales 2019
En las elecciones municipales que tuvieron lugar el 26 de mayo de 2019 la lista más votada fue el Partido Socialista Obrero Español (PSOE) que obtuvo 671 votos (26,55% de los votos válidos) y 3 de los 11 concejales con que cuenta el consistorio, obteniendo 3 el Partido Popular (PP), con 600 votos (23,74%), 2 concejales Electores Independientes por Benahadux, con 415 votos (16,42%), 2 concejales Agrupación de Electores Siempre Benahadux, con 386 votos (15,28 %), y un concejal Ciudadanos - Partido de la Ciudadanía, con 184 votos (7,28 %). También concurrieron a los comicios sin obtener representación Izquierda Unida (IU) que obtuvo 156 votos (6,17%), y VOX, que obtuvo 98 votos (3,88 %), no superando la barrera del 5.00 % de votos válidos para obtener representación. Fueron las elecciones municipales más concurridas de la historia de Benahadux, con 7 candidaturas. En comparación con las elecciones municipales de 2015, el PSOE obtuvo 542 votos menos, el PP obtuvo 328 votos menos e IU obtuvo 24 votos más.
En la sesión constitutiva que tuvo lugar el 15 de junio de 2019 fue elegida como alcaldesa Noelia José Damián López, candidata a la alcaldía por el Partido Popular, al obtener mayoría absoluta, perdiendo así el PSOE la alcaldía tras 16 años de gobierno socialista.

A continuación se detallan los resultados de los dos últimos comicios municipales:

| Fecha                                                 | Candidato/a                              |   | EiB |   | AE-SB |   | Total | Investido |
| ----------------------------------------------------- | ---------------------------------------- | - | --- | - | ----- | - | ----- | --------- |
| 15 de junio de 2019 Mayoría requerida:Absoluta (6/11) | Noelia José Damián López (PP)            | 3 |     |   | 2     | 1 | 6/11  | Sí        |
| 15 de junio de 2019 Mayoría requerida:Absoluta (6/11) | María del Carmen Soriano Martínez (PSOE) |   |     | 3 |       |   | 3/11  | No        |
| 15 de junio de 2019 Mayoría requerida:Absoluta (6/11) | David Martínez Guirado (EiB)             |   | 2   |   |       |   | 2/11  | No        |

A continuación se detallan los resultados de los dos últimos comicios municipales:
| Partido político                                    | 2019  | 2019    | 2019       | 2015  | 2015    | 2015       | 2011  | 2011    | 2011       | 2007  | 2007    | 2007       |
| Partido político                                    | Votos | Votos % | Concejales | Votos | Votos % | Concejales | Votos | Votos % | Concejales | Votos | Votos % | Concejales |
| Partido Socialista Obrero Español (PSOE)            | 671   | 26,55 % | 3          | 1 213 | 52,62 % | 6          | 1 340 | 51,7%   | 6          | 858   | 40,43%  | 5          |
| Partido Popular (PP)                                | 600   | 23,74 % | 3          | 928   | 40,26 % | 5          | 1 143 | 44,1%   | 5          | 1 022 | 48,16%  | 5          |
| Electores Independientes por Benahadux (EiB)        | 415   | 16,42 % | 2          | -     | -       | -          | -     | -       | -          | -     | -       | -          |
| Agrupación de Electores - Siempre Benahadux (AE-SB) | 386   | 15,28 % | 2          | -     | -       | -          | -     | -       | -          | -     | -       | -          |
| Ciudadanos (Cs)                                     | 184   | 7,28 %  | 1          | -     | -       | -          | -     | -       | -          | -     | -       | -          |
| Izquierda Unida (IU)                                | 156   | 6,17 %  | 0          | 132   | 5,73 %  | 0          | 76    | 2,93%   | 0          | 186   | 8,77%   | 1          |
| VOX (Vox)                                           | 98    | 3,88 %  | 0          | -     | -       | -          | -     | -       | -          | -     | -       | -          |
| Partido de Almería (PdeAL)                          | -     | -       | -          | -     | -       | -          | -     | -       | -          | 19    | 0,9%    | 0          |
| Grupo Independiente de Almería (GIAL)               | -     | -       | -          | -     | -       | -          | -     | -       | -          | 9     | 0,42%   | 0          |

#### Alcaldes
Estos son los últimos alcaldes de Benahadux:
| Mandato     | Nombre del alcalde                | Partido político |
| ----------- | --------------------------------- | ---------------- |
| 1979 - 1983 | José Rodríguez Segura             | PCE              |
| 1983 - 1987 | José Rodríguez Segura             | PCE              |
| 1987 - 1991 | José Rodríguez Segura             | IU               |
| 1991 - 1995 | Francisco Contreras Castillo      | PSOE             |
| 1995 - 1999 | José Rodríguez Segura             | IU               |
| 1999 - 2003 | Antonio José Ros Castellón        | PP               |
| 2003 - 2007 | Juan Jiménez Tortosa              | PSOE             |
| 2007 - 2011 | Juan Jiménez Tortosa              | PSOE             |
| 2011 - 2015 | Juan Jiménez Tortosa              | PSOE             |
| 2015 - 2016 | Juan Jiménez Tortosa              | PSOE             |
| 2016 - 2019 | María del Carmen Soriano Martínez | PSOE             |
| 2019 - 2023 | Noelia José Damián López          | PP               |
| 2023 -      | Noelia José Damián López          | PP               |

## Servicios públicos

### Sanidad
El municipio pertenece al distrito de atención primaria de Almería y a la zona básica de salud del Bajo Andarax cuyo centro de salud se sitúa en Benahadux y además de este municipio engloba también los de Gádor, Huércal de Almería, Pechina, Rioja y Viator.
Dentro del municipio también se encuentra el consultorio local de El Chuche.
El municipio pertenece a la Zona hospitalaria de Torrecárdenas cuyo hospital está situado en Almería.

### Educación
Benahadux cuenta con un instituto de educación secundaria, IES Aurantia, y un colegio de educación primaria, CEIP Padre Manjón. Dos escuelas infantiles, una municipal y otra concertada.

## Cultura

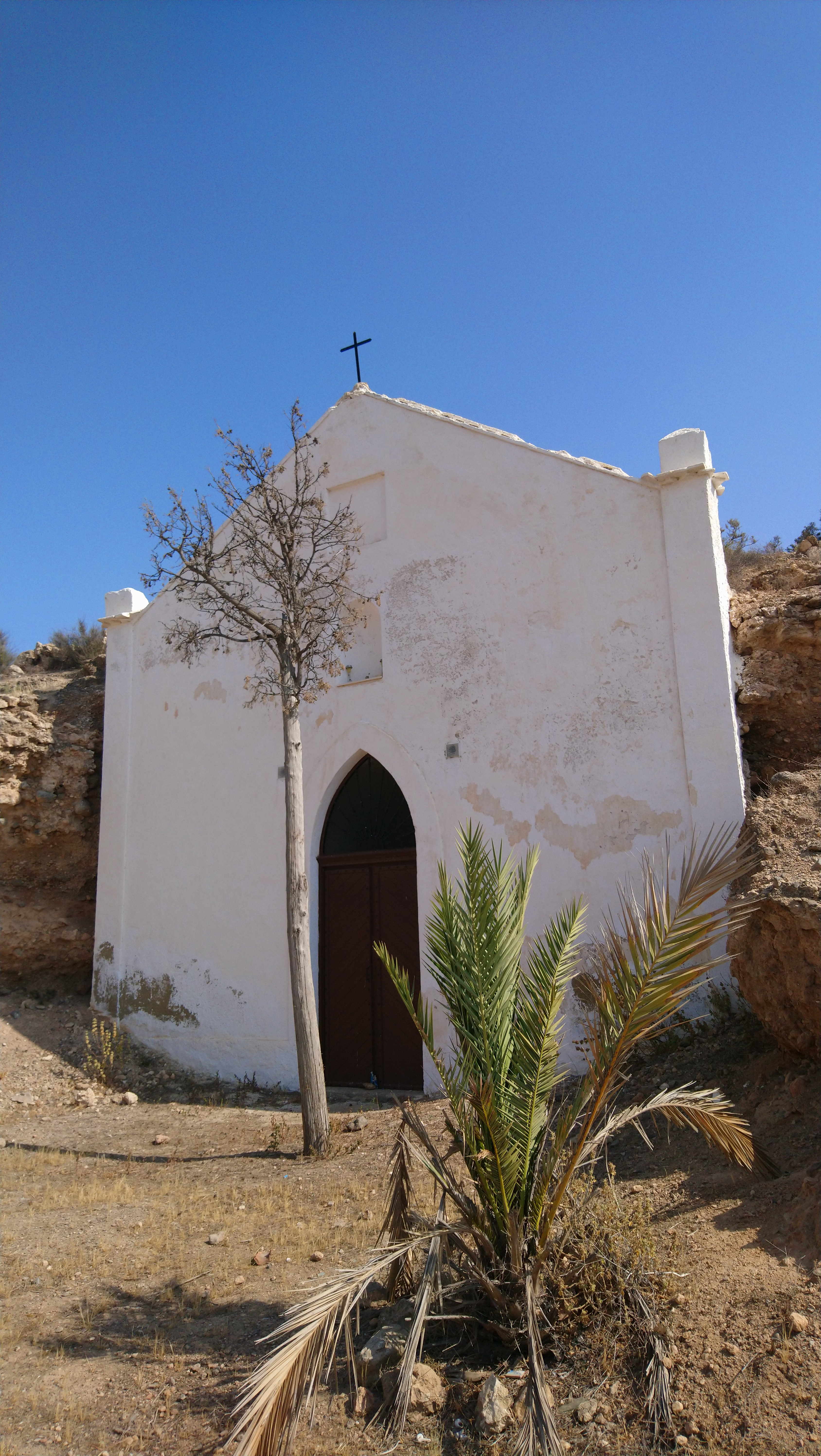
Ermita junto a la vía del ferrocarril.

### Bienes Inmuebles Protegidos
- Zona arqueológica de El Chuche (Benahadux)
- Toro de Osborne
- Cortijo del Marqués de Cadimo